# El aura
El Aura (no Brasil A aura) é um filme argentino, espanhol e francês de 2005, do gênero drama, dirigido por Fabián Bielinsky.
É o segundo trabalho juntos realizado pelo diretor Fabián Bielinsky e o ator Ricardo Darín, o anterior foi no filme Nueve reinas de 2000. Foi um dos filmes exibidos na mostra Première Latina, no Festival do Rio em 2005

## Principais prêmios e indicações
Prêmios:
- Cartagena Film Festival: Golden India Catalina; Melhor diretor, Fabián Bielinsky; 2005.
- Clarin Awards: Clarin Award, Melhor Cinematofrafia, Checco Varese; 2005.
- Havana Film Festival: Melhor Filme, Fabián Bielinsky; 2005.
- Argentine Film Critics Association Awards 2006 :

- Melhor Ator, Ricardo Darín;
- Melhor Cinematografia, Checco Varese;
- Melhor Diretor, Fabián Bielinsky;
- Melhor Filme;
- Melhor Roteiro Original, Fabián Bielinsky;
- Melhor trilha Sonora, Carlos Abbate and José Luis Díaz.
Indicações:
- Oscar de melhor filme estrangeiro, 2006.